# 成金 (落語家ユニット)
成金（なりきん）は、落語芸術協会所属の二ツ目落語家・講談師11名をメンバーとして、2013年9月から2019年9月まで毎週金曜日に開催していた自主公演及びユニットの名称。ミュージックテイト西新宿店で行われていた。
年末に全メンバー出演の特別公演「大成金」を開催している。その他の派生した「◯◯成金」と名付けた会は、様々な主催者が入ったり、メンバーの個人活動の延長である。

## 概要
「成金」の名づけ親は昔昔亭A太郎。
東京・西新宿ミュージックテイト（演芸CDショップ)を会場に、2013年9月～10月は「成金プレリュード」として定期的に会を開催し、同年11月からは毎週金曜日に定例落語会「成金」を開催していた。プレリュードの開口一番は昔昔亭A太郎の「文七元結」。また企画公演として、地方公演の「旅成金」、ネタおろしの「成城成金」なども行われていた。
落語協会に対する反骨精神を胸に、真打昇進していない二ツ目でありながら、「成金」の名前で地方公演ができるまでに成長した。2019年9月8日に札幌市で開かれた「大札幌成金」は、650人収容のホールが昼夜ともほぼ満席となった。
「メンバーの誰かが真打になったとき、毎週金曜の成金（通常成金とも呼ばれる）を終了する」ことを前提としていたが、2018年12月の落語芸術協会理事会で、2019年9月下席より柳亭小痴楽、2020年2月中席より神田松之丞の真打昇進（9人抜きの抜擢真打、6代目神田伯山を襲名）が決定し、小痴楽の真打昇進前日となる2019年9月20日をもって「成金」は終了した。なお、毎年末の「大成金」については継続する方向であり、コロナ禍の影響もあり2020年は休止となったが、2021年12月30日にはイイノホールで2年ぶりに「大成金」が開催されている。
成金メンバーでは、桂宮治（2012年・NHK新人演芸大賞落語部門）と笑福亭羽光（2020年・NHK新人落語大賞）の2名が、NHKの東西落語家を対象としたコンクールで大賞を受賞している。
成金活動当時はツイッター・webなどを使った積極的なPR活動を行っていたが、関連アカウントやwebページは2021年3月までにすべて削除されている。
成金メンバーは、全員「笑点」（日本テレビ）での真打昇進披露口上を行っていない。
成金の実質的な後継として、落語芸術協会所属の二ツ目落語家10名によるユニット「芸協カデンツァ」が結成された。2019年10月より毎週金曜日に定例落語会を開催しているほか、YouTubeで動画配信を行っている。
小痴楽、伯山の真打昇進以後も順次、成金メンバーの真打昇進が行われており、2022年5月上席に春風亭柳若改め春風亭柳雀、春風亭昇也の真打昇進および披露興行をもって成金メンバー全員が真打となった。個々の真打昇進披露興行以降も成金のメンバーが定席での主任を務める機会も多くなっており、2022年2月の新宿末廣亭中席夜の部では、成金メンバーのほぼ全員が出演する番組が組まれている。
全員が真打になったことでメンバーのうち、弟子を採った者も散見される。一番最初に弟子を採ったのが伯山で、2021年以降に3人の弟子（神田梅之丞・青之丞・若之丞）を相次いで採った。その後、2023年に小痴楽が柳亭いっち、羽光が笑福亭羽太郎とそれぞれ1名ずつ弟子を採っている。

## メンバー
香盤順。太字は真打。(2022年5月現在)
| 現在の名前     | よみ                        | 師匠                                   | 二ツ目当時の名前  | 真打昇進      | 真打昇進同期                     | 備考                                                                       |
| -------------- | --------------------------- | -------------------------------------- | ----------------- | ------------- | -------------------------------- | -------------------------------------------------------------------------- |
| 柳亭小痴楽     | りゅうてい こちらく         | 十一代目桂文治 五代目柳亭痴楽 柳亭楽輔 |                   | 2019年9月     | 単独                             |                                                                            |
| 六代目神田伯山 | かんだ はくざん             | 三代目神田松鯉                         | 神田松之丞        | 2020年2月     | 単独                             | 講談師 抜擢真打                                                            |
| 昔昔亭A太郎    | せきせきてい えーたろう     | 昔昔亭桃太郎                           |                   | 2020年5月     | 瀧川鯉八 桂伸衛門                | 「成金」名付け親 披露興行は2020年10月中席 (新型コロナウイルスの影響による) |
| 瀧川鯉八       | たきがわ こいはち           | 瀧川鯉昇                               |                   | 2020年5月     | 昔昔亭A太郎 桂伸衛門             | 披露興行は2020年10月中席 (新型コロナウイルスの影響による)                  |
| 桂伸衛門       | かつら しんえもん           | 四代目春雨や雷蔵 三代目桂伸治          | 春雨や雷太 桂伸三 | 2020年5月     | 昔昔亭A太郎 瀧川鯉八             | 披露興行は2020年10月中席 (新型コロナウイルスの影響による)                  |
| 桂宮治         | かつら みやじ               | 三代目桂伸治                           |                   | 2021年2月     | 単独                             | 抜擢真打                                                                   |
| 三遊亭小笑     | さんゆうてい こしょう       | 三遊亭笑遊                             |                   | 2021年5月上席 | 春風亭昇々 春風亭昇吉 笑福亭羽光 | 披露興行は2021年6月中席 (新型コロナウイルスの影響による)                   |
| 春風亭昇々     | しゅんぷうてい しょうしょう | 春風亭昇太                             |                   | 2021年5月上席 | 三遊亭小笑 春風亭昇吉 笑福亭羽光 | 披露興行は2021年6月中席 (新型コロナウイルスの影響による)                   |
| 笑福亭羽光     | しょうふくてい うこう       | 笑福亭鶴光                             |                   | 2021年5月上席 | 三遊亭小笑 春風亭昇々 春風亭昇吉 | 披露興行は2021年6月中席 (新型コロナウイルスの影響による)                   |
| 春風亭柳雀     | しゅんぷうてい りゅうじゃく | 瀧川鯉昇                               | 春風亭柳若        | 2022年5月上席 | 春風亭昇也                       |                                                                            |
| 春風亭昇也     | しゅんぷうてい しょうや     | 春風亭昇太                             |                   | 2022年5月上席 | 春風亭柳雀                       |                                                                            |

## メディア・書籍
- らんまんラジオ寄席（TBSラジオ）- 
  - 2016年1月1日「ラジオ寄席新春スペシャル」出演：柳亭小痴楽・瀧川鯉八・桂宮治・神田松之丞・春風亭昇也[9]
  - 2016年12月29日[注釈 4]「ラジオ寄席年忘れスペシャル ラジオ成金リターンズ」出演：柳亭小痴楽・昔昔亭Ａ太郎・瀧川鯉八・桂宮治・神田松之丞・春風亭昇也[10]
- ラジなり…毎週金曜11時30分配信。成金メンバーのうち、柳亭小痴楽、昔昔亭A太郎、瀧川鯉八、春風亭昇々、春風亭柳若の5名が出演するポッドキャスト。
- 成金本…2016年発売。メンバーの芸論、コラム、小説や、オフショットなどが詰まった本。成金メンバー全員の師弟対談が収録されている（発行元：東京かわら版）[11]。
- イケメン落語…2017年5月発売。「成金」メンバー全員のインタビューとからめた初心者向けの寄席・落語案内本。ゲストナビゲーターとして桂米助が成金メンバー全員を紹介。ページ内にあるQRコードから各自の落語を配信するYouTubeページ（限定配信）に飛ぶことができる。一般書店では扱いのない、ファミリーマートだけで販売されたムック本（発行元：アントレックス）[12]。
- 成金の正体[13]…2018年10月からスポーツ報知（電子版）に掲載。メンバー全員のインタビュー等を掲載。執筆はコンテンツ事業部の高柳義人記者。